# チアゴ・サントス
チアゴ・サントス（Thiago Santos、1984年1月7日 - ）は、ブラジルの男性総合格闘家。リオデジャネイロ州リオデジャネイロ出身。タタ・ファイトチーム／アメリカン・トップチーム所属。妻は同じく総合格闘家のヤナ・サントス。

## 来歴
リオデジャネイロの貧困街で生まれ、幼少期は胃に悪性の嚢胞ができ、切除されるまで闘病を強いられた。その後、リオデジャネイロで大規模な洪水が発生したことによって、サントス一家は家を失い、一時期ホームレスとして生活していた。最終的に、リオデジャネイロの貧困街で治安の悪い街シダーデ・デ・デウスの近隣に移住した。
カポエイラを8年間学び、他にもムエタイやブラジリアン柔術を習得し、2010年にプロ総合格闘技デビュー。

### TUF
2013年3月、リアリティ番組「The Ultimate Fighter」のBrazil 2に参加。ファブリシオ・ヴェウドゥム率いるチーム・ヴェウドゥムに所属。ウェルター級トーナメント1回戦でペドロ・イリエと対戦し、3-0の判定勝ち。2回戦でレオナルド・サントスと対戦し、0-3の判定負けを喫した。

### UFC
2013年8月3日、クリント・ヘスターの代役でUFC初参戦となったUFC 163でセザール・フェレイラと対戦し、ギロチンチョークで一本負け。UFC初戦は黒星デビューとなった。
2014年3月23日、UFC Fight Night: Shogun vs. Henderson 2でホニー・マルケスと対戦し、左ミドルキックでダウンを奪い、パウンドで開始53秒のTKO勝ち。UFC初勝利となった。
2015年6月27日、UFC Fight Night: Machida vs. Romeroでスティーブ・ボッセと対戦し、試合開始29秒に左ハイキックでKO勝ち。パフォーマンス・オブ・ザ・ナイトを受賞した。
2016年7月9日、UFC 200でミドル級ランキング8位のゲガール・ムサシと対戦し、右フックからのパウンドで1RTKO負けを喫した。
2017年2月19日、UFC Fight Night: Lewis vs. Browneでジャック・マーシュマンと対戦し、右スピニングヒールキックでダウンを奪い、パウンドで2RTKO勝ち。パフォーマンス・オブ・ザ・ナイトを受賞した。
2017年10月28日、UFC Fight Night: Brunson vs. Machidaでジャック・ハーマンソンと対戦し、1R終盤にパンチ連打でダウンを奪い、パウンドでTKO勝ち。
2018年2月3日、UFC Fight Night: Machida vs. Andersでアンソニー・スミスと対戦。序盤から一進一退の攻防を繰り広げ、2Rに左ミドルキックを効かせ、パウンドでTKO勝ち。ファイト・オブ・ザ・ナイトを受賞した。
2018年4月21日、UFC Fight Night: Barboza vs. Leeでミドル級ランキング8位のデヴィッド・ブランチと対戦し、右フックでダウンを奪われ追撃のパウンドで1RKO負け。
2018年9月22日、ライトヘビー級転向初戦となったUFC Fight Night: Santos vs. Andersでエリク・アンダースと対戦。サントスの攻撃によるダメージで、3R終了時にアンダースが立ち上がれなかったため、レフェリーストップによるTKO勝ち。ファイト・オブ・ザ・ナイトを受賞した。
2018年12月8日、UFC 231でライトヘビー級ランキング7位のジミ・マヌワと対戦。激しい打撃戦となり、左フックで2RKO勝ち。パフォーマンス・オブ・ザ・ナイトを受賞した。
2019年2月24日、UFC Fight Night: Błachowicz vs. Santosでライトヘビー級ランキング4位のヤン・ブラホヴィッチと対戦し、前進したブラホヴィッチにカウンターの左フックでダウンを奪い、パウンドで3RTKO勝ち。パフォーマンス・オブ・ザ・ナイトを受賞し、ライトヘビー級転向後3連勝となった。
2019年7月6日、UFC 239のUFC世界ライトヘビー級タイトルマッチで王者ジョン・ジョーンズに挑戦。パンチを何度もヒットさせ、カーフキックでぐらつかせるなど健闘するものの、1-2の5R判定負け。王座獲得に失敗したが、ジョーンズに初のスプリット判定を与えた。サントスは試合で左膝の前十字靱帯、内側側副靱帯、後十字靱帯、半月板を断裂、右膝の靭帯も部分断裂して手術を受けた。
2020年11月7日、約1年4カ月ぶりの復帰戦となったUFC Fight Night: Santos vs. Teixeiraでライトヘビー級ランキング3位のグローバー・テイシェイラと対戦。1Rに左右フックでぐらつかせ、3Rには左フックでダウンを奪うものの、グラウンドで圧倒され最後はリアネイキドチョークで3R一本負け。
2021年3月6日、UFC 259でライトヘビー級ランキング4位のアレクサンダル・ラキッチと対戦し、0-3の判定負け。3連敗となった。
2021年10月2日、UFC Fight Night: Santos vs. Walkerでライトヘビー級ランキング10位のジョニー・ウォーカーと対戦し、3-0の5R判定勝ち。
2022年3月12日、UFC Fight Night: Santos vs. Ankalaevでバンタム級ランキング6位のマゴメド・アンカラエフと対戦し、0-3の5R判定負け。
2022年8月6日、UFC on ESPN: Santos vs. Hillでライトヘビー級ランキング10位のジャマール・ヒルと対戦し、グラウンドの肘打ち連打で4RTKO負け。ファイト・オブ・ザ・ナイトを受賞した。

### PFL
2022年9月8日、UFCを離脱しPFLと契約した。
2023年4月1日、PFL初参戦となったPFL 1でロブ・ウィルキンソンと対戦し、判定負け。しかし後日、ウィルキンソンの体内から禁止薬物の陽性反応が出たため、裁定がノーコンテストに変更された。
2024年2月24日、PFL vs. Bellator: Champsでヨエル・ロメロと対戦し、0-3の判定負け。

## 人物・エピソード
- ポルトガル語で大型ハンマーを意味する「マヘタ」（Marreta）の異名を持ち、胸部から腹部にかけて大型ハンマーのタトゥーを入れている[6]。
- 貧しい家庭から来る子供たちのために、無料の総合格闘技トレーニングを提供する非営利組織を運営している[7]。
- 以前交際していたガールフレンドとの間に一人息子がいる。また、現在は同じく総合格闘家のヤナ・クニツカヤと結婚しており、2022年4月25日にはクニツカヤとの間に娘が誕生した[8][9]。
- ブラジル軍のパラシュート部隊に在籍していた[2]。

## 戦績
| 総合格闘技 戦績 | 総合格闘技 戦績 | 総合格闘技 戦績 | 総合格闘技 戦績 | 総合格闘技 戦績 | 総合格闘技 戦績 | 総合格闘技 戦績 |
| --------------- | --------------- | --------------- | --------------- | --------------- | --------------- | --------------- |
| 35 試合         | (T)KO           | 一本            | 判定            | その他          | 引き分け        | 無効試合        |
| 22 勝           | 15              | 1               | 6               | 0               | 0               | 1               |
| 12 敗           | 4               | 3               | 4               | 0               | 0               | 1               |

| 勝敗 | 対戦相手                 | 試合結果                                       | 大会名                                                            | 開催年月日     |
| ×    | ヨエル・ロメロ           | 5分3R終了 判定0-3                              | PFL vs. Bellator: Champs                                          | 2024年2月24日  |
| －   | ロブ・ウィルキンソン     | ノーコンテスト（ウィルキンソンの薬物検査失格） | PFL 1                                                             | 2023年4月1日   |
| ×    | ジャマール・ヒル         | 4R 2:31 TKO（グラウンドの肘打ち連打）          | UFC on ESPN 40: Santos vs. Hill                                   | 2022年8月6日   |
| ×    | マゴメド・アンカラエフ   | 5分5R終了 判定0-3                              | UFC Fight Night: Santos vs. Ankalaev                              | 2022年3月12日  |
| ○    | ジョニー・ウォーカー     | 5分5R終了 判定3-0                              | UFC Fight Night: Santos vs. Walker                                | 2021年10月2日  |
| ×    | アレクサンダル・ラキッチ | 5分3R終了 判定0-3                              | UFC 259: Błachowicz vs. Adesanya                                  | 2021年3月6日   |
| ×    | グローバー・テイシェイラ | 3R 1:49 リアネイキドチョーク                   | UFC on ESPN 17: Santos vs. Teixeira                               | 2020年11月7日  |
| ×    | ジョン・ジョーンズ       | 5分5R終了 判定1-2                              | UFC 239: Jones vs. Santos 【UFC世界ライトヘビー級タイトルマッチ】 | 2019年7月6日   |
| ○    | ヤン・ブラホヴィッチ     | 3R 0:39 TKO （左フック→パウンド）              | UFC Fight Night: Błachowicz vs. Santos                            | 2019年2月24日  |
| ○    | ジミ・マヌワ             | 2R 0:41 KO（左フック）                         | UFC 231: Holloway vs. Ortega                                      | 2018年12月8日  |
| ○    | エリク・アンダース       | 3R 5:00 TKO（レフェリーストップ）              | UFC Fight Night: Santos vs. Anders                                | 2018年9月22日  |
| ○    | ケビン・ホランド         | 5分3R終了 判定3-0                              | UFC 227: Dillashaw vs. Garbrandt 2                                | 2018年8月4日   |
| ×    | デヴィッド・ブランチ     | 1R 2:30 KO（右フック→パウンド）                | UFC Fight Night: Barboza vs. Lee                                  | 2018年4月21日  |
| ○    | アンソニー・スミス       | 2R 1:03 TKO（左ミドルキック→パウンド）         | UFC Fight Night: Machida vs. Anders                               | 2018年2月3日   |
| ○    | ジャック・ハーマンソン   | 1R 4:59 TKO（パウンド）                        | UFC Fight Night: Brunson vs. Machida                              | 2017年10月28日 |
| ○    | ジェラルド・マーシャート | 2R 2:04 TKO（パウンド）                        | UFC 213: Romero vs. Whittaker                                     | 2017年7月8日   |
| ○    | ジャック・マーシュマン   | 2R 2:21 TKO（右ホイールキック→パウンド）       | UFC Fight Night: Lewis vs. Browne                                 | 2017年2月19日  |
| ×    | エリック・スパイスリー   | 1R 2:58 リアネイキドチョーク                   | UFC Fight Night: Cyborg vs. Lansberg                              | 2016年9月24日  |
| ×    | ゲガール・ムサシ         | 1R 4:32 TKO（右フック→パウンド）               | UFC 200: Tate vs. Nunes                                           | 2016年7月9日   |
| ○    | ネイサン・マーコート     | 1R 3:39 KO（左フック）                         | UFC 198: Werdum vs. Miocic                                        | 2016年5月14日  |
| ○    | イライアス・テオドロウ   | 5分3R終了 判定3-0                              | UFC Fight Night: Namajunas vs. VanZant                            | 2015年12月10日 |
| ○    | スティーブ・ボッセ       | 1R 0:29 KO（左ハイキック）                     | UFC Fight Night: Machida vs. Romero                               | 2015年6月27日  |
| ○    | アンディ・エンズ         | 1R 1:56 TKO（パウンド）                        | UFC 183: Silva vs. Diaz                                           | 2015年1月31日  |
| ×    | ユライア・ホール         | 5分3R終了 判定0-3                              | UFC 175: Weidman vs. Machida                                      | 2014年7月5日   |
| ○    | ホニー・マルケス         | 1R 0:53 TKO（左ミドルキック→パウンド）         | UFC Fight Night: Shogun vs. Henderson 2                           | 2014年3月23日  |
| ×    | セザール・フェレイラ     | 1R 0:47 ギロチンチョーク                       | UFC 163: Aldo vs. Korean Zombie                                   | 2013年8月3日   |
| ○    | デニス・フィゲイラ       | 1R TKO（打撃）                                 | Watch Out Combat Show 20                                          | 2012年7月27日  |
| ×    | ビセンテ・ルケ           | 1R TKO（パンチ連打）                           | Spartan MMA 2012                                                  | 2012年4月28日  |
| ○    | ジュニオール・ヴィダウ   | 1R TKO（パンチ連打）                           | Watch Out Combat Show 18                                          | 2012年3月3日   |
| ○    | エネアス・ソウザ         | 3R 2:50 リアネイキドチョーク                   | Watch Out Combat Show 17                                          | 2011年12月27日 |
| ○    | マルコス・ヴィッジアーニ | 5分3R終了 判定3-0                              | Spartan MMA 2011                                                  | 2011年11月26日 |
| ○    | ハファエウ・ブラガ       | 1R TKO（パンチ連打）                           | Explosion Fight                                                   | 2011年8月13日  |
| ○    | マウリシオ・シュエケ     | 5分3R終了 判定3-0                              | Watch Out Combat Show 14                                          | 2011年7月23日  |
| ○    | ガブリエル・バレイロ     | 2R 1:53 TKO（パンチ連打）                      | Senna Fight                                                       | 2011年4月16日  |
| ○    | ギリェルメ・ベネジト     | 5分3R終了 判定3-0                              | Watch Out Combat Show 10                                          | 2010年12月10日 |

## 表彰
- UFC パフォーマンス・オブ・ザ・ナイト（4回）
- UFC ファイト・オブ・ザ・ナイト（3回）